# Batalla de Reichenberg
La batalla de Reichenberg tuvo lugar el 21 de abril de 1757 durante la Guerra de los Siete Años, cerca de Liberec ( Reichenberg  en alemán).
El mariscal Augusto Guillermo de Brunswick-Bevern penetró en Bohemia con un cuerpo de 16 000 prusianos. En Reichenberg se encontró con el cuerpo de ejército austriaco de Christian Moritz von Königsegg-Rothenfels. El ejército austriaco estaba compuesto por 18 000 hombres y 4900 jinetes pero solamente unos 10 000 estuvieron presentes en Reichenberg. Von Bevern, más experimentado, derrotó a su oponente y se incautó de grandes cantidades de provisiones austriacas; posteriormente se unió a Federico II para ayudarle en la batalla de Praga (6 de mayo de 1757).
- Datos: Q694061
- Multimedia: Battle of Reichenberg / Q694061